# Smoothie King Center
Das Smoothie King Center ist eine Mehrzweckarena in der US-amerikanischen Stadt New Orleans im Bundesstaat Louisiana. Sie befindet sich im zentralen Geschäftsviertel der Stadt, neben dem Caesars Superdome.

## Geschichte
Die Arena ist seit 2002 die Heimat der New Orleans Pelicans in der NBA. Die Tulane Green Wave-Basketballmannschaft der Tulane University nutzt die Arena ebenso für ihre Spiele. Außerdem wird sie für High School Basketballspiele und andere Veranstaltungen genutzt. Der inzwischen aufgelöste ECHL-Club New Orleans Brass spielte in der New Orleans Arena ihre letzten drei Saisons vor ihrem Ende 2002. Von 2004 bis 2008 und von 2011 bis 2015 trug New Orleans VooDoo, ein Team der Arena Football League, ihre Heimspiele in der Arena aus.
Die Arena war 1999 für 114 Mio. US-Dollar von der Manhattan Construction Group gebaut und offiziell am 19. Oktober 1999 eröffnet worden. New Orleans Brass war der Hauptpächter für die ersten drei Jahre. Die Arena bietet maximal 18.500 Plätze für verschiedene Veranstaltungen wie u. a. Basketball, Arena Football oder Konzerte und bietet darüber hinaus 56 Luxussuiten. Auf dem Gelände des benachbarten Superdome stehen 4.600 Parkplätze bereit. Die Arena wird auch für Konzerte benutzt.
Sie war Austragungsort des ArenaBowl XXI 2007. Das NBA All-Star Game 2008 und der ArenaBowl XXII im Juli 2008 werden ebenfalls hier stattfinden. Zum dritten Mal in der Arena wird der ArenaBowl XXV im August 2012 ausgetragen. 2014 und 2017 macht das NBA All-Star Game erneut Station in der Arena von New Orleans.
Außerdem fanden hier Wrestling-Veranstaltungen der Verbände WWE, WWF und WCW statt.
Anfang Februar 2014 wurde die Namensänderung der Arena, nach fast elfjähriger Suche nach einem Sponsoren, bekanntgegeben. Das Unternehmen Smoothie King, das u. a. gemischte Fruchtsäfte verkauft, wurde für zehn Jahre Namenssponsor der Spielstätte der Pelicans mit einer Option auf zehn weitere Jahre.

## Hurrikan Katrina
Nach Hurrikan Katrina am 29. August 2005 wurde die medizinische Versorgung, die vorher im Superdome untergebracht war, in die Arena verlegt. Medizinisches Personal hatte in einem Bereich des Superdome mit schlechter Beleuchtung, undichten Decken und feuchten Teppichen zu kämpfen. Die Arena, deren Statik 1996 von CPP, einem Beratungsunternehmen für Windtechnik, geprüft worden war, überstand den Hurrikan weit besser als der Superdome. Auch konnte die Arena, anders als der Superdome, bereits einen Monat nach dem Sturm wiedereröffnet werden.

## Galerie

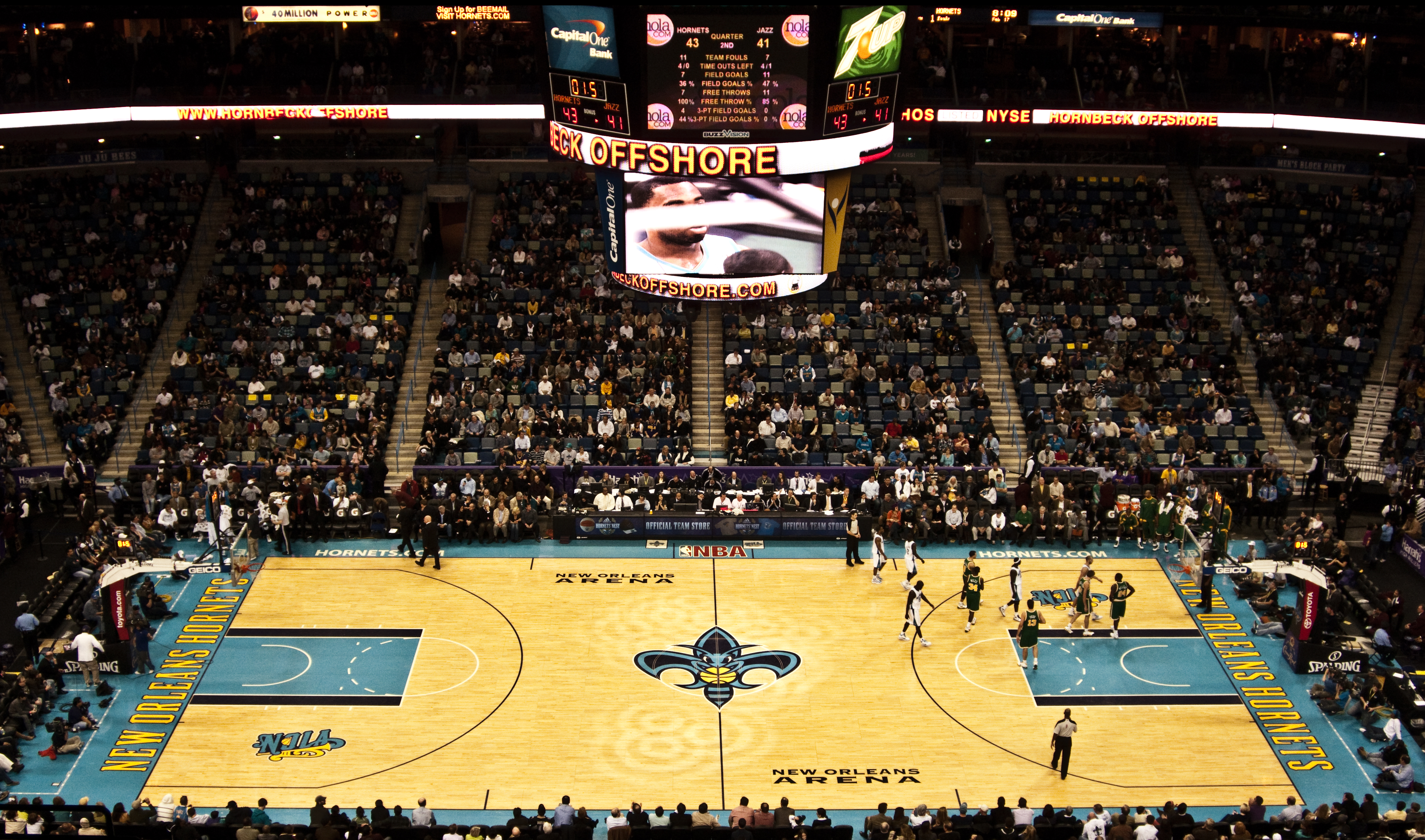
Innenraum der Arena
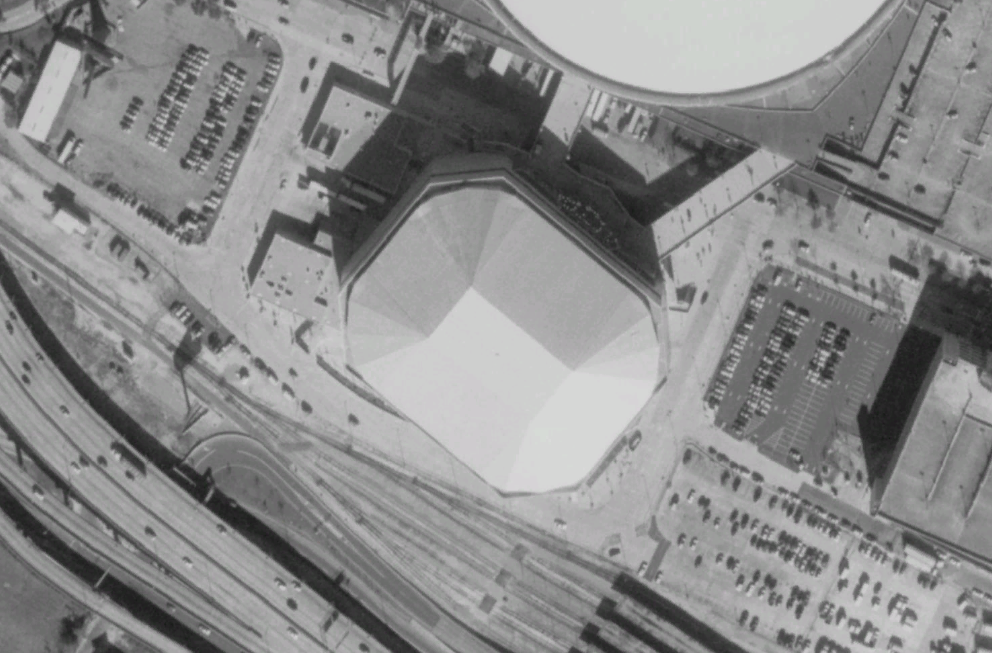
Satellitenbild der Arena
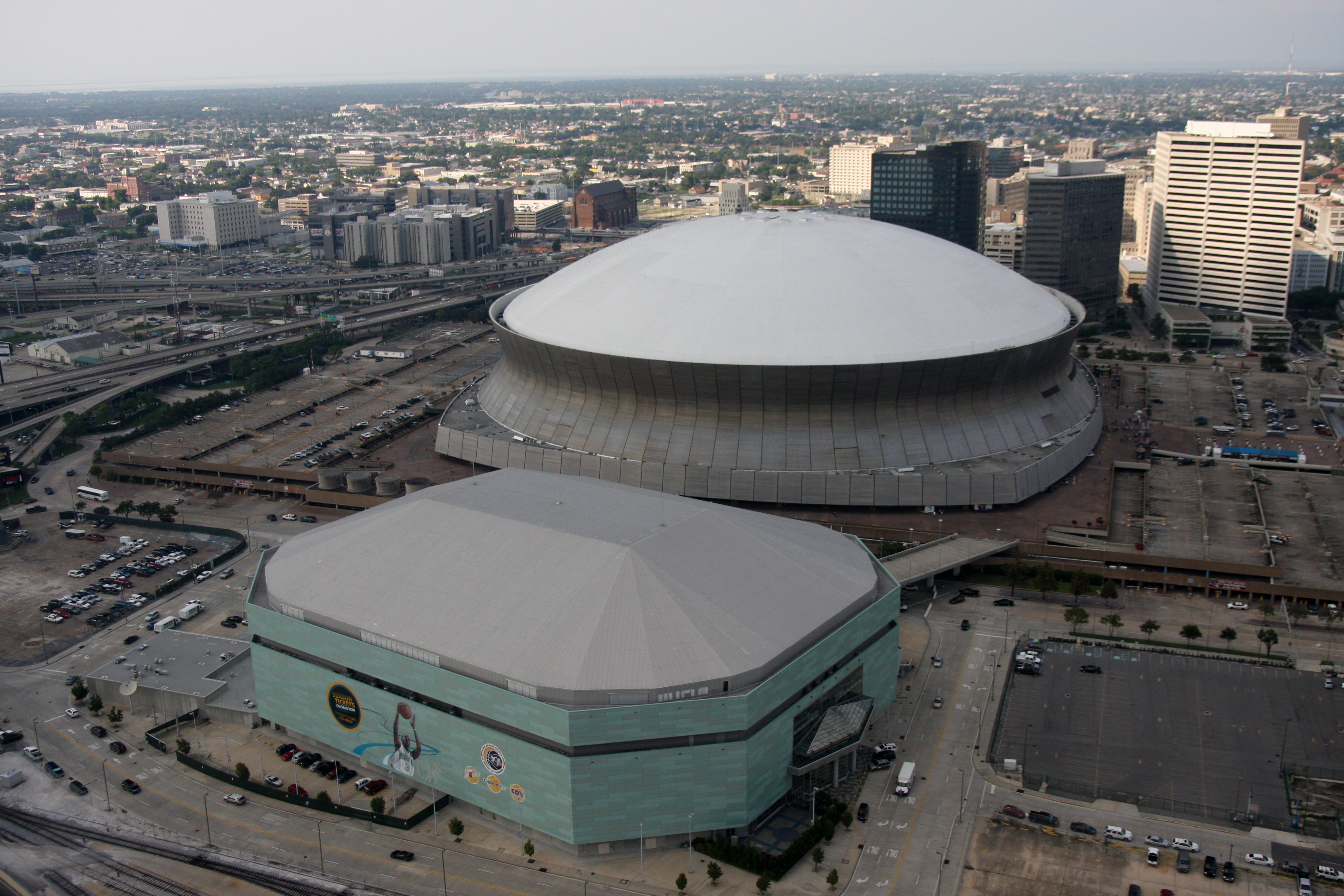
Die damalige New Orleans Arena und der renovierte Louisiana Superdome im Jahr 2008